# 하청옥
하청옥(1965년 5월 11일 ~ )은 대한민국의 텔레비전 드라마 작가이다. 방송작가협회 부석 방송작가교육원 출신이다.

## 집필 작품

### 텔레비전 드라마
| 연도 | 방송사 | 제목                           | 연출           | 비고 |
| ---- | ------ | ------------------------------ | -------------- | ---- |
| 1993 | SBS    | 목소리를 낮춰요                | 운군일         |      |
| 1994 | SBS    | Y의 비극                       | 이강훈         |      |
| 1995 | KBS    | 인간극장 '눈뜨고 꿈꾸는 여자'  | 이성연         |      |
| 1998 | SBS    | 납량특선 8부작 '어느날 갑자기' | 유철용         |      |
| 2002 | KBS    | 여자는 왜?                     | 염현섭         |      |
| 2004 | SBS    | 작은 아씨들                    | 고흥식, 김형식 |      |
| 2006 | SBS    | 나도야 간다                    | 강신효, 김경호 |      |
| 2008 | MBC    | 천하일색 박정금                | 이형선         |      |
| 2010 | SBS    | 호박꽃 순정                    | 백수찬         |      |
| 2013 | MBC    | 금 나와라, 뚝딱!               | 이형선         |      |
| 2015 | MBC    | 여자를 울려                    | 김근홍         |      |
| 2017 | MBC    | 당신은 너무합니다              | 백호민         |      |
| 2021 | MBC    | 밥이 되어라                    | 백호민         |      |

## 수상
- 2005년 SBS 특별상 시상식 드라마부문 특별상 《작은 아씨들》
- 2015년 MBC 연기대상 올해의 작가상 《여자를 울려》

## 참고 사항
- 1995년에 집필한 KBS 1TV 인간극장 '눈뜨고 꿈꾸는 여자'는 미국 태생으로 귀화한 김린의 일대기를 그린 4부작 드라마로, 외국인 군속(미국명 킴캐신)이 주인공으로 출연하였다.[2]

## 같이 보기
- 하청옥의 텔레비전 드라마 각본 목록